# Gary Hooper
Gary Hooper (ur. 26 stycznia 1988 w Loughton) – angielski piłkarz, gracz Wellington Phoenix występujący na pozycji napastnika.
26 lipca 2013 roku podpisał 4-letni kontrakt z Norwich City.
22 stycznia 2016 podpisał kontrakt z klubem Sheffield Wednesday F.C., do którego wcześniej był wypożyczony z Norwich City F.C.